# Lijst van presidenten van Iran
Hieronder volgt een lijst van presidenten van Iran.
Tijdens de Iraanse Revolutie van 1979 werd de sjah verdreven en werd Iran een islamitische republiek. Naast de hoogste (geestelijke) leider kwam er ook een president. 
De president wordt weliswaar gekozen door het volk (zowel mannen als vrouwen), maar zijn kandidatuur moet eerst worden goedgekeurd door de Raad van Hoeders, volgens bepaalde islamitische criteria.

## Presidenten van Iran (1980-heden)
| Nr. | President | President                                                                                  | Ambtstermijn     | Ambtstermijn     |
| --- | --------- | ------------------------------------------------------------------------------------------ | ---------------- | ---------------- |
| 1   |           | Abolhassan Bani Sadr (1933-2021)                                                           | 4 februari 1980  | 22 juni 1981     |
| -   |           | Tijdelijke Presidentiële Raad Leider: Mohammad Beheshti later Abdul-Karim Mousavi Ardebili | 22 juni 1981     | 2 augustus 1981  |
| 2   |           | Mohammad Ali Rajai (1933-1981)                                                             | 2 augustus 1981  | 30 augustus 1981 |
| -   |           | Tijdelijke Presidentiële Raad Leider: Mohammad-Reza Mahdavi Kani                           | 30 augustus 1981 | 13 oktober 1981  |
| 3   |           | Ali Khamenei (1939)                                                                        | 13 oktober 1981  | 3 augustus 1989  |
| 4   |           | Ali Akbar Hashemi Rafsanjani (1934-2017)                                                   | 3 augustus 1989  | 3 augustus 1997  |
| 5   |           | Mohammad Khatami (1943)                                                                    | 3 augustus 1997  | 3 augustus 2005  |
| 6   |           | Mahmoud Ahmadinejad (1956)                                                                 | 3 augustus 2005  | 3 augustus 2013  |
| 7   |           | Hassan Rohani (1948)                                                                       | 3 augustus 2013  | 3 augustus 2021  |
| 8   |           | Ebrahim Raisi (1960-2024)                                                                  | 3 augustus 2021  | 19 mei 2024      |
| -   |           | Mohammad Mokhber (1955) (waarnemend)                                                       | 19 mei 2024      | 28 juli 2024     |
| 9   |           | Masoud Pezeshkian (1954)                                                                   | 28 juli 2024     | huidig           |